# Hippocampus borboniensis
Espèce
Statut de conservation UICN

 DD  : Données insuffisantes
Hippocampus borboniensis est une espèce d'hippocampes de la famille des Syngnathidae. On le trouve à Madagascar, l'île Maurice, Mozambique, La Réunion, Afrique du Sud et en Tanzanie. Il est considéré comme menacé d'extinction mais les données sur cette espèce ne suffisent pas pour une évaluation.